# Bălănești, Gorj
Balanesti là một xã thuộc hạt Gorj, România. Dân số thời điểm năm 2002 là 2470 người.